# ヘントリアコンタン
ヘントリアコンタン (英: Hentriacontane) とは炭化水素の一種で、炭素が31連なった直鎖アルカン。分子式は C31H64。なお、構造異性体の種類は10,660,307,791種と100億を超える。